# Etim Ekpo
Etim Ekpo è una città della Repubblica Federale della Nigeria appartenente allo Stato di Akwa Ibom. 
È il capoluogo dell'omonima area a governo locale (local government area) che conta una popolazione di 105.418 abitanti.